# АСУ-1 «Валькирия»
АСУ-1 «Вальки́рия» — украинский беспилотный авиационный комплекс военного и гражданского назначения для круглосуточного мониторинга, воздушной разведки, видеонаблюдения и корректировки артиллерийского огня.

## Состав комплекса
- два беспилотных летательных аппарата
- дневная и ночная полезная нагрузка
- наземная станция управления (защищённый ноутбук)
- антенны
- дополнительные оборудование

«Валькирия» стартует с леера в автомате, автопилотная система основана на программном обеспечении с открытым кодом и открытой аппаратной платформе: ArduPilot, Pixhawk и Mission Planner.
БПЛА имеет шифрованную цифровую телеметрическую связь дального радиуса действии, а также аналоговую онлайн-трансляцию видео для всех типов полезной нагрузки как дополнительную опцию.

## Тактико-технические характеристики[1]
Основные
- Тип: летающие крыло
- Материалы: ЕРР, каркас из карбона, композит
- Максимальный взлётный вес: 3,5 кг
- Размах крыльев: 1,6 м.

Силовая установка
- Двигатель: электрический

- Питание: Li-pol

Эксплуатационые показатели
- Радиус действие: до 34 км

- Время полёта: приблизительно 120 минут (нормальные метеоусловия)

- Крейсерская скорость: 60 км/час

- Максимальная скорость: 108 км/час

- Практический потолок: 2000 м

- Способ взлёта: автоматический из рук или леера

- Способ посадки: автоматически по-самолётному

- Температура использование: от −20° до +40°

## Операторы
Украина: Передавался в Вооружённые силы Украины и Национальную гвардию как волонтёрская помощь с 2015 года. Прошёл ведомственные определяющие испытания в Вооружённых Силах Украины и в 2017 году был допущен до эксплуатации на особый период.
В декабре 2017 года 345-й учебный механизированный полк 169-во учебного центра приобрёл один БПЛА из состава комплекса вместе с документацией и сопутствующим оборудованием за 199 800 грн.

## Применение

### Российско-украинская война
Благотворительный фонд Сергея Притулы финансировал производство комплексов. За данными фонда, два комплекса передались в 140-й отдельный разведывательный батальон, 1 в 79-я отдельную десантно-штурмовую бригаду. До конца 2022 года фонд планировал передать 50 единиц комплекса в ВСУ.
В 2023 году Фонд Вернись живым также закупает беспилотный авиационный комплекс для нужд подразделений разведки ГУР.